# Forn d'en Plana
El Forn d'en Plana és una obra d'Osor (Selva) inclosa a l'Inventari del Patrimoni Arquitectònic de Catalunya.

## Descripció
És un edifici aïllat de petites dimensions, de planta rectangular, que funcionava com a forn de calç del mas proper de Can Plana. El forn està fet de pedra i morter. Consta de dues obertures d'arc de mig punt a migdia, una de les quals està tapada. A l'interior de la cambra hi ha un replà sobrepujat i encara s'entreveuen les dues boques amb arquets de rajola. Actualment és una ruïna coberta de vegetació. No té coberta i es conserven bàsicament les parets mestres.

## Història
Aquest forn de calç està datat del segle xix i sembla que funcionà fins a principis del segle xx. El seu estat de conservació és molt dolent. La vegetació se'l menja i fins i tot, hi ha varis arbres situats entre les parets i l'interior.